# SC Leinefelde 1912
SC Leinefelde 1912 is een Duitse sportclub uit Leinefelde-Worbis, Thüringen. De club is actief in voetbal, volleybal, turnen, atletiek, zwemmen, boksen, tennis , kegelen, vrouwengymnastiek en sport voor gehandicapten.

## Geschiedenis
De club werd in 1912 opgericht toen de voetbalafdeling van de turnvereniging zelfstandig werd onder de naam FC Leinefelde.
Na de Tweede Wereldoorlog werd de club heropgericht als SG Leinefelde en werd eind jaren veertig een BSG onder de naam BSG Traktor Leinefelde. In 1953 werd de naam BSG Empor. In 1963 werd BSG Fortschritt opgericht dat een jaar later de voetbalafdeling van Empor opslorpte. Beide BSG's fuseerden in 1976 tot ZSG Leinefelde. Na de Duitse hereniging werd de historische naam terug aangenomen.

### Voetbal
Na de Eerste Wereldoorlog werd de club lid van de Midden-Duitse voetbalbond en ging in de competitie van Eichsfeld spelen. Aanvankelijk was dit een tweede klasse onder de competitie van Kyffhäuser, maar vanaf 1927 werd de competitie verheven tot hoogste klasse. In 1930 werd de club vierde, maar een jaar later volgde een degradatie. De club kon niet meer terugkeren en door de competitiehervorming van 1933 speelde de club voor het einde van de Tweede Wereldoorlog zeker niet meer hoger dan de derde klasse. 
In 1967 promoveerde Fortschritt naar de Bezirksliga Erfurt, de derde klasse. Hier speelde de club tot 1985 en opnieuw vanaf 1987 tot aan het einde van het DDR-voetbal.
In 2017 degradeerde de club uit de Thüringenliga, naar de Landesklasse. 